# Junte nationale de gouvernement
La Junte nationale de gouvernement (JNG ; en espagnol : Junta Nacional de Gobierno) est un triumvirat qui gouverne le Nicaragua du 1er mai 1972 au 1er décembre 1974. Il est établi à la suite de la Convention politique Agüero-Somoza afin qu'il y ait une période de transition, pour permettre de préparer les conditions de tenue d'élections libres. Le conseil d'administration de la junte est composé de deux libéraux (proche de Somoza) et d'un conservateur, l'objectif de ce dernier étant de contrôler que ce qui était convenu dans l'accord était respecté.
Il est composé du général Roberto Martínez Lacayo, du docteur Alfonso Lovo Cordero (tous deux membres du parti au pouvoir, le Parti libéral nationaliste, PLN, au service d'Anastasio Somoza Debayle) et du docteur Fernando Agüero Rocha (du parti d'opposition, le Parti conservateur, PC).
Après le tremblement de terre du 23 décembre 1972, Agüero, figure de l'opposition, s'oppose à la nomination d'Anastasio Somoza comme super-ministre de la Reconstruction, ce qui lui attribue les pleins pouvoirs. Un groupe de conservateurs qui se sont alliés à Somoza forme un nouveau conseil d'administration national du Parti conservateur et évince Agüero du conseil d'administration de la junte. Il est remplacé par Edmundo Paguaga Irías qui était soutenu par l'homme d'affaires Alberto Chamorro Benard et par l'ambassadeur des États-Unis de l'époque, James Cheak, favorable à un coup d'État de Somoza.
Ce triumvirat est le résultat du Pacte Kupia Kumi (qui dans la langue Miskito signifie « un seul cœur »), signé le 28 mars 1971 dans la Sala Mayor du Théâtre National Rubén Darío (TNRD) dans la capitale Managua entre Somoza et Agüero en tant que dirigeants de leurs partis respectifs, pour parvenir à des élections libres. Ce pacte s'est conclu en autorisant que Somoza soit ou non candidat, mais avec l'observation de l'Organisation des États américains, pour parvenir à une nouvelle constitution et à des élections libres. le Parti conservateur avait une majorité dans les conseils de réception des votes dans 6 départements nicaraguayens et une représentation au Tribunal électoral suprême et à la Cour suprême de justice, ce qui lui autorisait ces revendications. Le Parti conservateur réclamait également la mise en place de la loi d'identification, qui à l'époque n'existait pas, pour identifier les électeurs, et était l'une des revendications du Parti conservateur depuis qu'Agüero avait pris les rênes du parti en 1960.

## Avant la junte
En 1966, Agüero a fondé l'Unión Nacional Opositora (UNO - Union de l'opposition nationale), une coalition électorale de 5 partis politiques opposés au somocisme, avec le docteur Pedro Joaquín Chamorro Cardenal – directeur du journal La Prensa – pour vaincre Somoza aux élections du 5 février 1967. La campagne de l'UNO a été soutenue par tous les secteurs sociaux du pays, en particulier les paysans. Le dimanche 22 janvier 1967, sur la Plaza de la República à Managua, il y eut une manifestation de plus de 50 000 personnes de l'UNO s'opposant au régime. Vers 17 heures, une partie de la foule a décidé de se rendre à la maison présidentielle de Loma de Tiscapa. Un peloton de la Garde nationale (GN, dont le général Somoza était le directeur en chef) était stationné pour empêcher le passage des manifestants. Peu de temps après, un franc-tireur de l'UNO, caché dans les lauriers indiens présent dans la rue, a tiré sur le lieutenant Sixto Pineda Castellón, le tuant et déclenchant une fusillade, pendant laquelle entre 1 000 et 1 500 personnes ont été tuées par des membres de la Garde nationale. Agüero, Chamorro et d'autres dirigeants de l'UNO se sont réfugiés au Gran Hotel (actuel centre culturel de Managua). Le lendemain, en quittant l'hôtel, ils ont été arrêtés, en violation de ce qui avait été convenu par Agüero, et ce en présence de l'attaché militaire de l'Ambassade des États-Unis, le colonel Francisco. Ils ont été emmenés à la prison de Hormiguero et Agüero a été libéré 43 jours plus tard. Agüero s'est présenté aux élections de 1967 dans ces conditions, L'UNO souhaitant obtenir la libération des prisonniers.

## Le Pacte Kupia Kumi
À la suite du massacre du 22 janvier, Agüero a perdu les élections face à Somoza, où il y eut une forte abstention, deux semaines après les événements sanglants, et le 1er mai Somoza a pris ses fonctions. L'Union de l'opposition nationale a décidé de prendre part aux élections malgré ces conditions défavorables pour tenter d'obtenir la libération de nombreux prisonniers politiques. Par la suite, l'Union nationale de l'opposition s'est dissoute et ne réapparaîtra qu'en 1989, sous le régime sandiniste.
Le 10 novembre 1970, Somoza a invité Agüero à un dialogue politique qu'il a accepté en tant président du Parti conservateur, avec une déclaration le 19 novembre. Une semaine plus tard, le 27, ils se sont rencontrés au Théâtre national Rubén Darío pour entamer le dialogue. Le général Somoza était conseillé par les docteurs Cornelio Hüeck et Salvador Castillo et Agüero par Arnoldo Lacayo Maison et José Joaquín Cuadra Cardenal, respectivement secrétaires politique et technique du PC. Au début de 1971, les négociations se sont poursuivies chez Hüeck dans la ville de Masaya, dans lesquelles il a été convenu de former une junte gouvernementale nationale de 3 membres (2 du Parti libéral nationaliste et 1 du Parti conservateur).
L'intention avec la Junte était d'établir un gouvernement de transition, une nouvelle Constitution qui entrerait en vigueur 3 ans plus tard en 1974 – remplaçant celle de 1950 –, ou encore des élections législatives le premier dimanche de février 1972 pour élire une Assemblée nationale constituante. Cela a abouti à la signature du pacte Kupia Kumi le 28 mars 1971 dans la Sala Mayor du TNRD entre Somoza et Agüero dans un acte public.
L'interdiction de Somoza d'être candidat aux élections de 1974 a été levée, mais à la condition que les lois et l'environnement nécessaires à une élection libre en 1974 soient établis. Pour la réforme de la Constitution, le Congrès a été dissous et une constituante a été convoquée, où le Parti conservateur a exigé 40% des constituants, puisque cette élection des constituants allait se dérouler selon les anciennes lois et règles des Somozas. Le Parti conservateur ne se contentait d'une minorité figée, comme certains détracteurs de la Convention politique ont voulu le projeter, car la durée de la constituante serait de 2 ans et demi, et des élections générales se tiendrait le 1er septembre 1974, dans lesquels le PC espérait remporter beaucoup de sièges. D'autant que l'accord prolongerait le mandat des élus jusqu'au 1er mai 1981, et que ces élections devaient se dérouler sous l'observation d'observateurs internationaux invités par l'intermédiaire de l'Organisation des États américains (OEA).

## Le gouvernement de la Junte
Le matin du 1er mai 1971, Anastasio Somoza Debayle a remis le pouvoir au général Roberto Martínez Lacayo et aux médecins Alfonso Lovo Cordero et Fernando Agüero Rocha, qui ont formé la Junte gouvernementale nationale (JNG), laissant le général Somoza comme directeur en chef de la Garde nationale. Les trois nommés exerceraient le pouvoir exécutif. Somoza a prêté serment cette même nuit en tant que directeur en chef de la Garde nationale.
Neuf mois plus tard, le 23 décembre 1972, un séisme de 6,2 degrés sur l'échelle de Richter détruit une partie de la capitale. La Junte, regroupée à côté des ruines de la Maison présidentielle (qui s'est partiellement effondrée) a décrété la loi martiale et nommé Somoza président du Comité national d'urgence, rencontrant l'opposition du Dr Agüero. Somoza récupère des pouvoirs absolus pour intervenir dans l'urgence, s'érigeant en tant que gouverneur militaire et, de fait, en tant que dirigeant du pays. De nombreuses fonctions du conseil ont été transférées à Somoza, bien que la formalité de l'exécutif ait été détenue par le conseil. Les 3 membres de la Junte se sont pliés aux souhaits de Somoza en installant leurs bureaux à Hacienda El Retiro, la résidence de Managua de l'épouse de Somoza, Hope Portocarrero.
Un décret du conseil de la Junte a confisqué 640 manzanas (quartiers) dans le centre de Managua, le plus touché par le tremblement de terre qui a fait près de 19 000 morts, interdisant la reconstruction, et provoquant dès lors un malaise entre les entreprises privées et une partie des habitants. Agüero n'a pas démissionné du conseil d'administration en 1973. Le secrétaire politique de l'ambassade nord-américaine, James Cheak, a conseillé à Agüero de ne pas démissionner car il était préférable que Somoza fasse un coup d'État. Il a tenté de dissimuler ce coup d'État avec l'aide de certains membres du parti conservateur bien connus, mais cela a été commis dans l'illégalité, puisque ce choix a été commis en n'ayant pas la majorité du Conseil suprême du Parti conservateur, le seul organe qui avait la capacité de faire, donc. Agüero a finalement été démis de ses fonctions auprès de la Junte par le Congrès et Edmundo Paguaga a été nommé. L'Assemblée a rédigé la nouvelle Constitution qui est entrée en vigueur en 1974 et les élections ont été remportées par Somoza. Il a pris ses fonctions le 1er décembre au Théâtre national Rubén Darío. En tant qu'anciens dirigeants de la junte, Lovo et Martínez avec le Dr Lorenzo Guerrero Gutiérrez (qui, étant vice-président, a succédé à René Schick Gutiérrez à la présidence de la République à sa mort le 3 août 1966 jusqu'à l'investiture de Somoza le 1er mai 1967) sont devenus sénateurs. Parmi les députés figuraient Francisco Urcuyo Maliaños (vice-président et futur président par intérim en 1979, proche de Somoza) et les ingénieurs Luis Pallais Debayle et José Somoza Abrego, respectivement cousin et neveu du général Somoza. Tous ont occupé ces postes jusqu'à la révolution sandiniste en 1979.